# 1814 dans les départements réunis
Chronologie de la France
- 1810
- 1811
- 1812
- 1813
- 1814
- 1815
- 1816
- 1817
- 1818

## Chronologie
- 8 mars : défense de Berg-op-Zoom.
- 31 mars : bataille de Courtrai remportée par le général Maison sur l’armée saxonne[1].
- 21 juillet : le prince d’Orange accepte le protocole de Londres du 21 juin par lequel les Alliés demandent la réunion de la Hollande et de la Belgique, à l’origine de la création du royaume uni des Pays-Bas[2].
- 24 décembre : paix de Gand, qui met fin à la guerre entre les États-Unis et le Royaume-Uni (statu quo territorial).

## Naissances
- 1er février : Jean-Baptiste Capronnier, peintre verrier belge d'origine française († 31 juillet 1891).
- 27 février : Charles Baugniet, peintre, lithographe et aquarelliste belge († 5 juillet 1886).
- 22 mai : Armand Limnander de Nieuwenhove, compositeur belge († 15 août 1892).
- 14 octobre : Théodore Fourmois, paysagiste, peintre de scènes de genre, aquarelliste, dessinateur et graveur belge († 16 octobre 1871).
- 6 novembre : Adolphe Sax, facteur d'instrument de musique belge († 7 février 1894).